# Telling Lies
Telling Lies — компьютерная игра, разработанная британцем Сэмом Барлоу совместно с компанией Furious Bee, изданная Annapurna Interactive.

## Восприятие
| Сводный рейтинг       | Сводный рейтинг |
| Агрегатор             | Оценка          |
| --------------------- | --------------- |
| GameRankings          | 82,21 %         |
| Metacritic            | 86/100          |
| Русскоязычные издания |                 |
| Издание               | Оценка          |
| «Игры Mail.ru»        | «8,5/10»        |

Telling Lies имеет высокую оценку среди игровых изданий. На сайте-агрегаторе оценок Metacritic игра имеет 86 баллов из 100 на основе 12 обзоров. Также игра имеет 11 позицию в списке «лучших игр 2019 года» на Metacritic.